# Liste der Monuments historiques in Péaule
Die Liste der Monuments historiques in Péaule führt die Monuments historiques in der französischen Gemeinde Péaule auf.

## Liste der Bauwerke
| Bezeichnung   | Beschreibung | Standort | Kennzeichnung | Schutzstatus | Datum     | Bild           |
| ------------- | ------------ | -------- | ------------- | ------------ | --------- | -------------- |
| Altes Dekanat |              | (Lage)   | PA00091471    | Inscrit      | 1928 1965 | weitere Bilder |

## Liste der Objekte
- Monuments historiques (Objekte) in Péaule in der Base Palissy des französischen Kultusministeriums